# EMD G16
EMD G16 — тепловоз, який виготовляв підрозділ Electro-Motive Diesel компанії General Motors у США, а також за ліцензією компанія Clyde Engineering в Австралії та MACOSA в Іспанії. 
Використовувався в залізничному господарстві Австралії, гірничою компанією Vale S.A. у Бразилії, на єгипетських залізницях, Коулун-Кантонській залізниці Гонконгу, ізраїльських залізницях, у Мексиці, в Іспанії, а також підприємством «Югославські залізниці» та його спадкоємцями: «Хорватськими залізницями», «Словенськими залізницями», «Сербськими залізницями», «Македонськими залізницями», «Залізницями Республіки Сербської», «Косовськими залізницями» та «Залізницями Федерації Боснії і Герцеговини».

## Бразилія
У Бразилію було завезено 41 локомотив. Перші одинадцять введено в експлуатацію 1962 року, а інші тридцять тепловозів було ввезено в 1964–66 рр. Їм присвоєно номери від 601 до 641. Тридцять сім локомотивів досі експлуатуються у поїздах гірничої компанії «Vale S.A.».

## Єгипет
«EMD» постачала єгипетським залізницям G16 у 1960–61 рр. (номери ER 3301–61) і 17 G16W у 1964–65 рр. (номери ER 3362–411).

## Ізраїль
Протягом Шестиденної війни Ізраїль захопив три такі тепловози під номерами ER 3304, 3329 і 3361, які були зараховано до рухомого складу ізраїльських залізниць під номерами 161–163. Всі вони нині виведені з експлуатації, а № 163 (раніше ER 3361) зберігається у Ізраїльському залізничному музеї.

## Гонконг
У Гонконзі є чотири локомотиви, завезені для Коулун-Кантонської залізниці. Перші три збудувала компанія «EMD» у США, їх введено в експлуатацію 1961 року та присвоєно номери 56–58. Четвертий побудувала компанія «Clyde Engineering» в Австралії, його пущено в експлуатацію в 1966 р. і надано номер 59. Усі були оснащені двигунами 16-567C та мали осьову формулу Co-Co. № 59 пережив зіткнення та був відновлений уже з двигуном 16-645E. № 57 списано у 2009 р., а решта станом на 2012 р. все ще використовувалася.

## Мексика
Для заміни паротягів на численних легкорейкових бічних коліях, що належали державній залізничній компанії «Ferrocarriles Nacionales de México» (NdeM), було закуплено експортні моделі G12 і G16. Загалом «EMD» побудувала для «NdeM» 24 одиниці, всі було оснащено динамічними гальмами та введено до ладу в період з серпня 1958 по липень 1960, їхні робочі номери — від 7300 до 7323. Перші 13 одиниць (№№ 7300—7312) мали кабіни з малим зазором, останні 11 одиниць (№№ 7313—7323) надійшли 1960 року і мали стандартну кабіну.

## Іспанія
Іспанські «RENFE Class 1900», пізніше відомі як «RENFE Class 319», базувалися на моделі G16. 10 одиниць, побудованих на заводі «General Motors» у США, мали по одній кабіні, ідентично зі стандартною G16, за винятком наявності колісних пар, розрахованих на іберійський розмір колії (1668 мм). Ще 93 локомотиви побудували за ліцензією з використанням тих самих компонентів, але з двома кабінами та різним зовнішнім виглядом і внутрішнім розташуванням деталей.

## Югославські залізниці
Модель «EMD G16» у Югославії мала назву «JŽ серія 661» та була одним із найпоширеніших в СФРЮ тепловозів, який у розмовній мові дістав прізвисько «кеннедіївка» (хорв. kennedyjevka) на честь президента США Джона Кеннеді. Один такий тепловоз потрапив у жахливу аварію, але повністю уцілів. Після розпаду 1991 року локомотиви перейшли до держав-наступниць:

### Хорватія
У Хорватії тепловоз класифіковано як «HŽ серія 2061». Станом на 2007 р. серію виведено з експлуатації. Шість модифікованих одиниць серії 2061 — це серія 2043.

### Сербія, Боснія і Герцеговина, Північна Македонія та Словенія
У Сербії, Боснії і Герцеговині, Північній Македонії та Словенії зберігся югославський номер серії — 661.
На сербських залізницях працює приблизно 15 одиниць серії 661. Ці локомотиви використовуються здебільшого на неелектрифікованих дільницях, насамперед для перевезення товарних составів, але іноді і пасажирських поїздів.

### Косово
Косовська залізниця експлуатує три тепловози колишньої серії JŽ 661. Четвертий локомотив (001) перенумерували і вже вивели з експлуатації. Вони більше не мають позначення типу, натомість їх просто пронумерували 001—004. Вони використовуються для перевезення товарних поїздів із вугіллям і глиною. 17 листопада 2008 р. в Загребі після процедури міжнародних тендерів представники косовської залізниці та «TŽV Gredelj» підписали договір про модернізацію дизельного електровоза серії G16 вартістю близько 2,5 млн. євро і строком виконання 16 місяців.

## Галерея

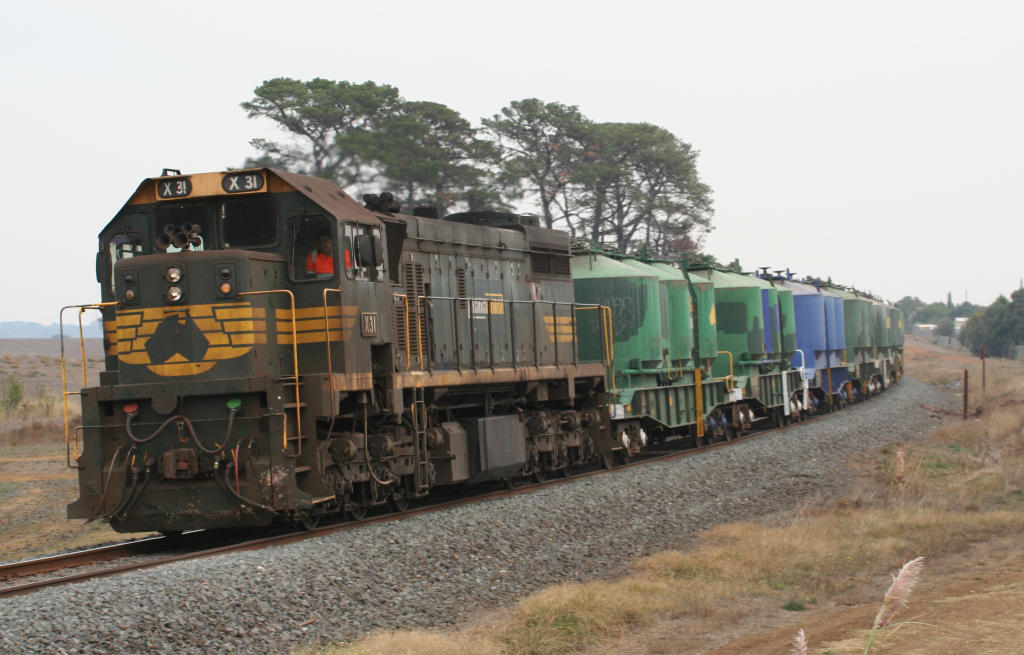
Австралійський G16C, який зараз експлуатує «Pacific National»
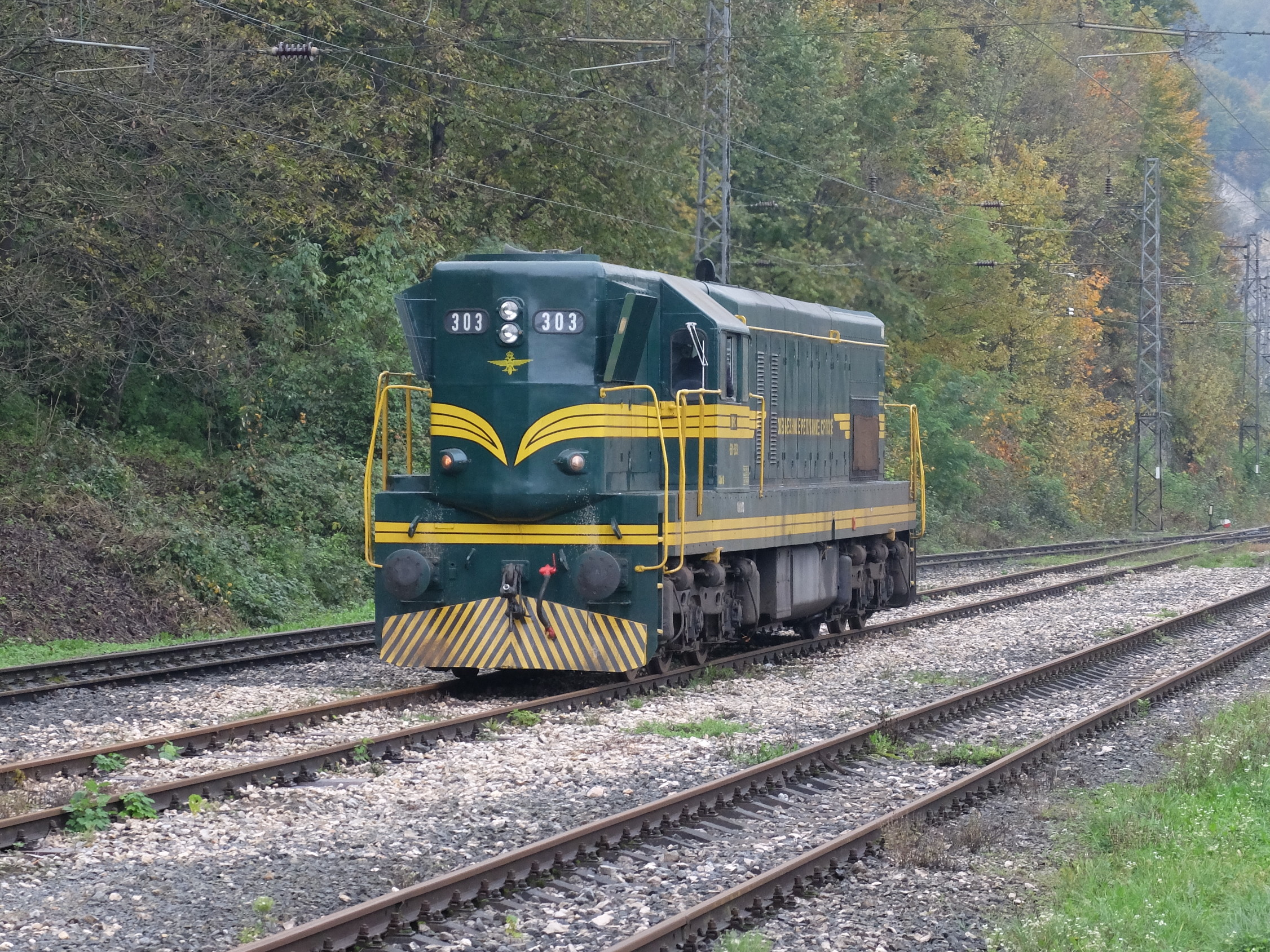
ŽRS 661-303 на коліях Боснії і Герцеговини
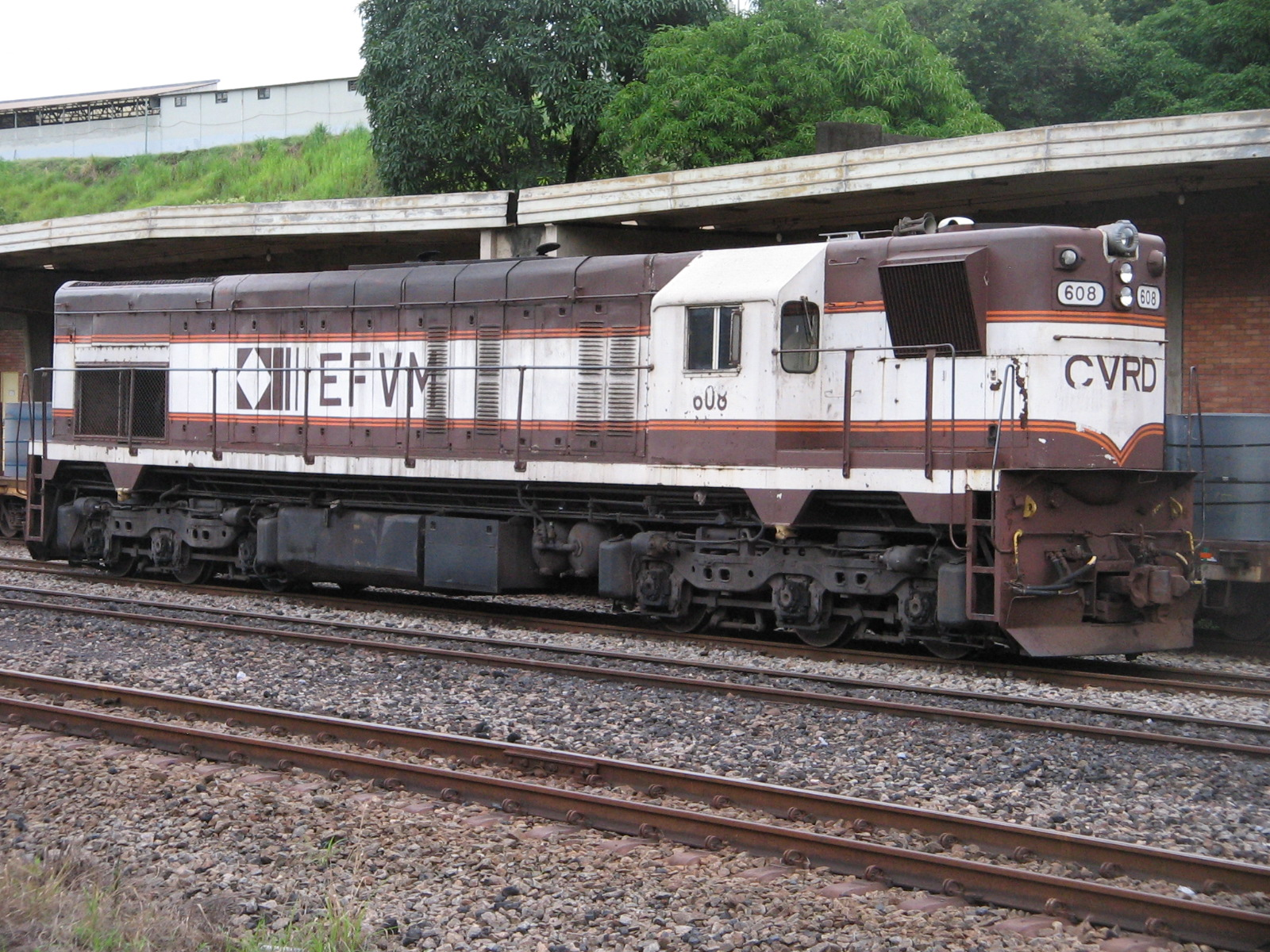
Бразильський EMD G16U № 608
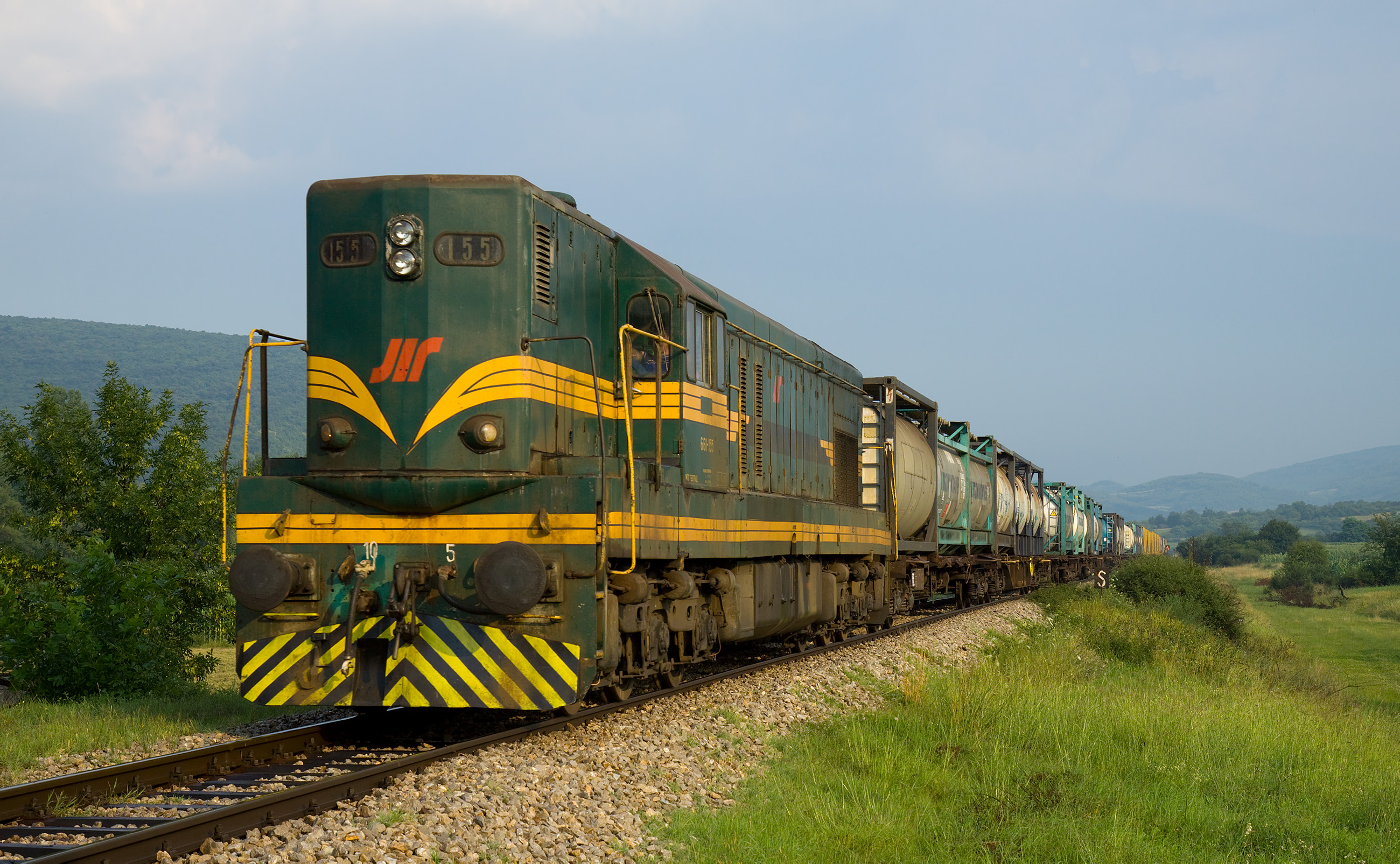
Тепловоз класу 661 залізниць Сербії з інтермодальним вантажним поїздом на шляху від болгарського кордону з-під Димитровграда до Ніша.
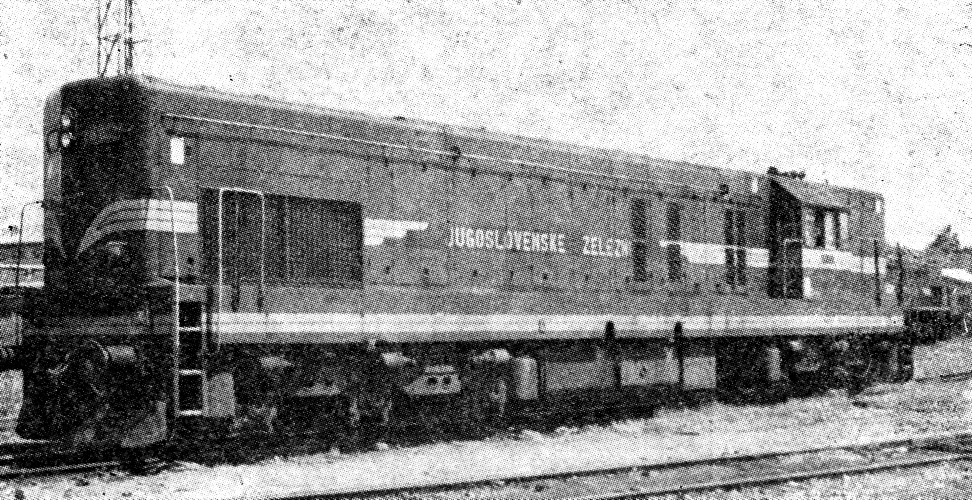
Серія 661 югославських залізниць на старій станції у Скоп'є
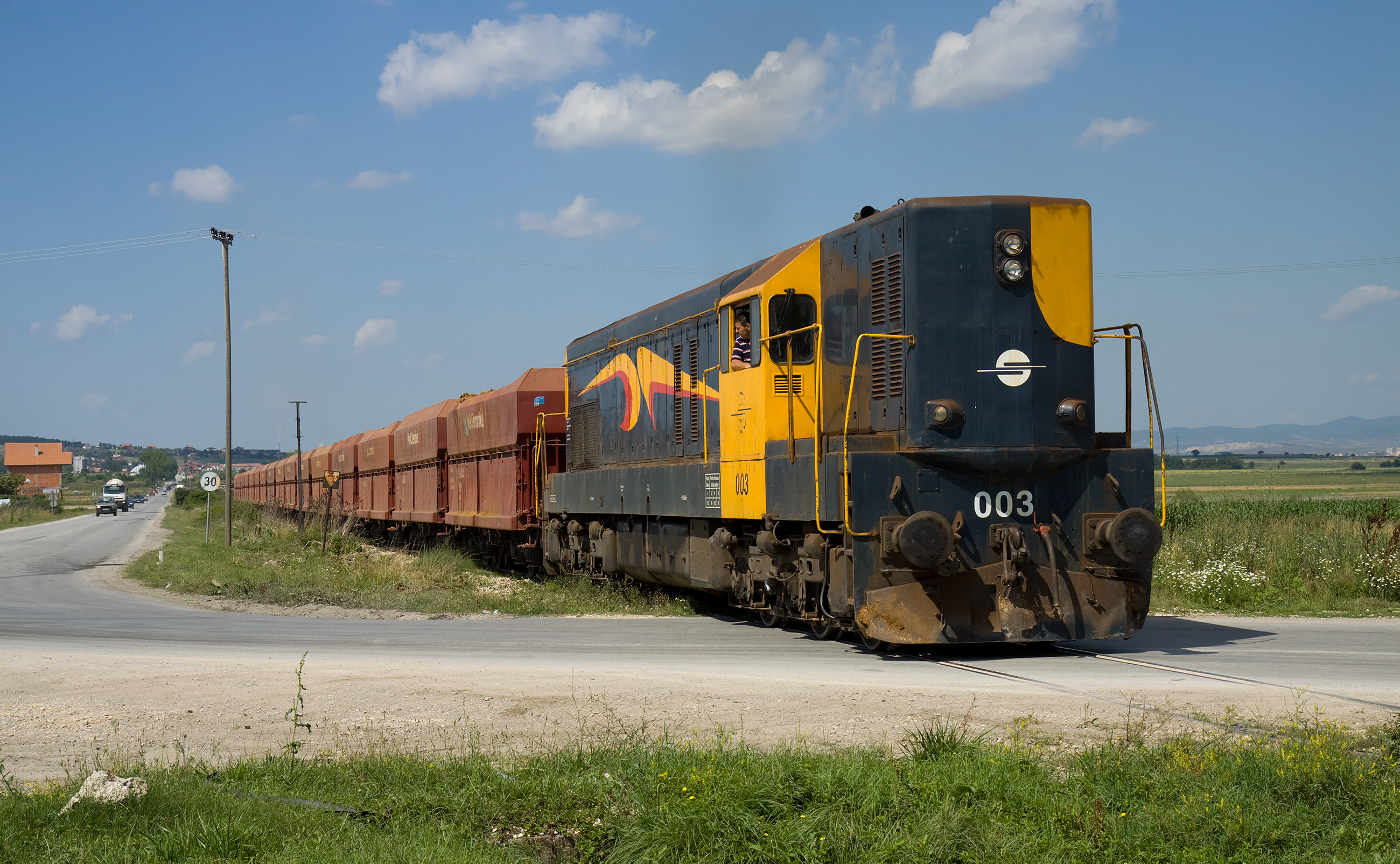
№ 003 косовських залізниць із порожніми вагонами для перевезення глини
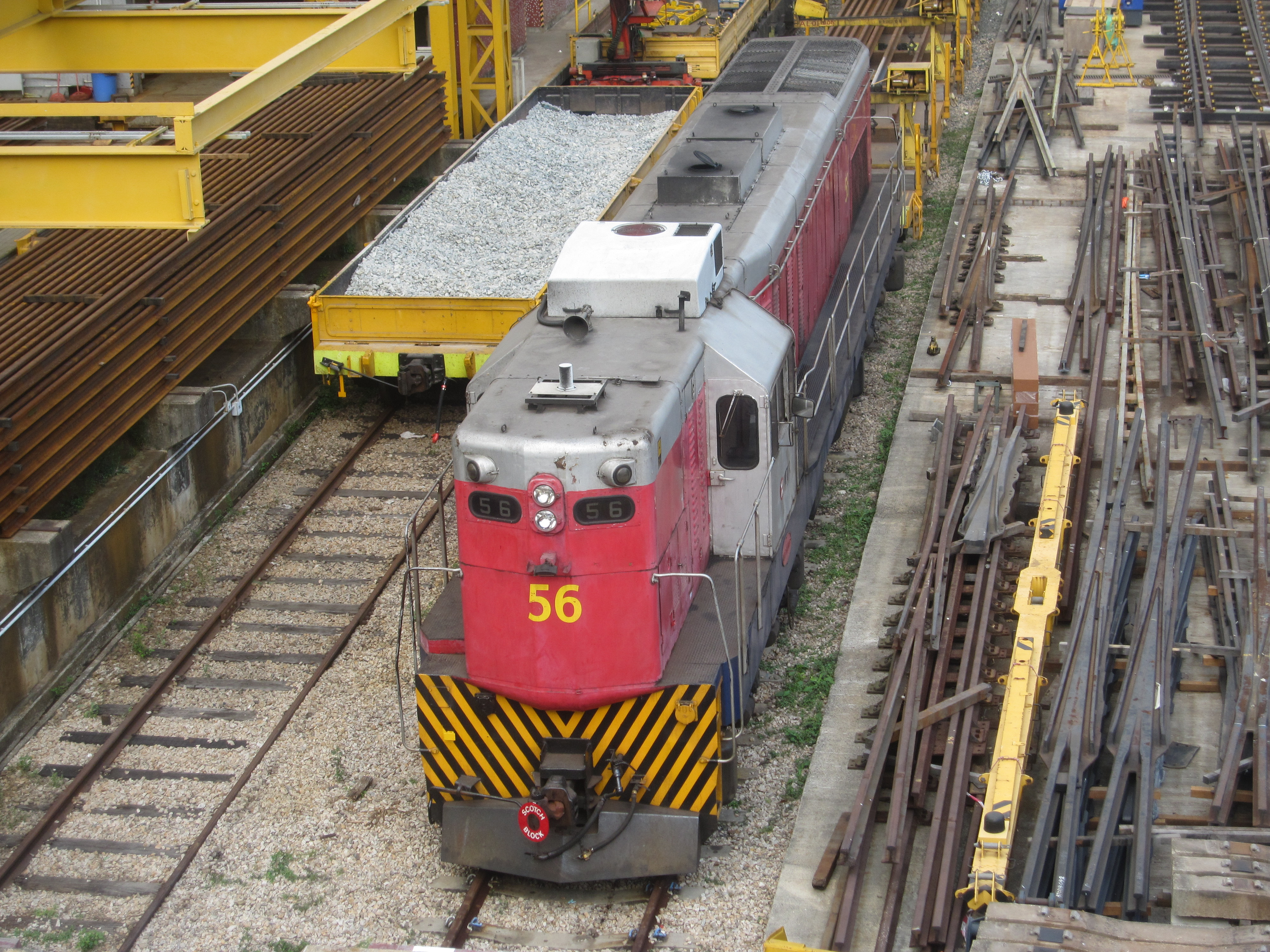
MTR № 56
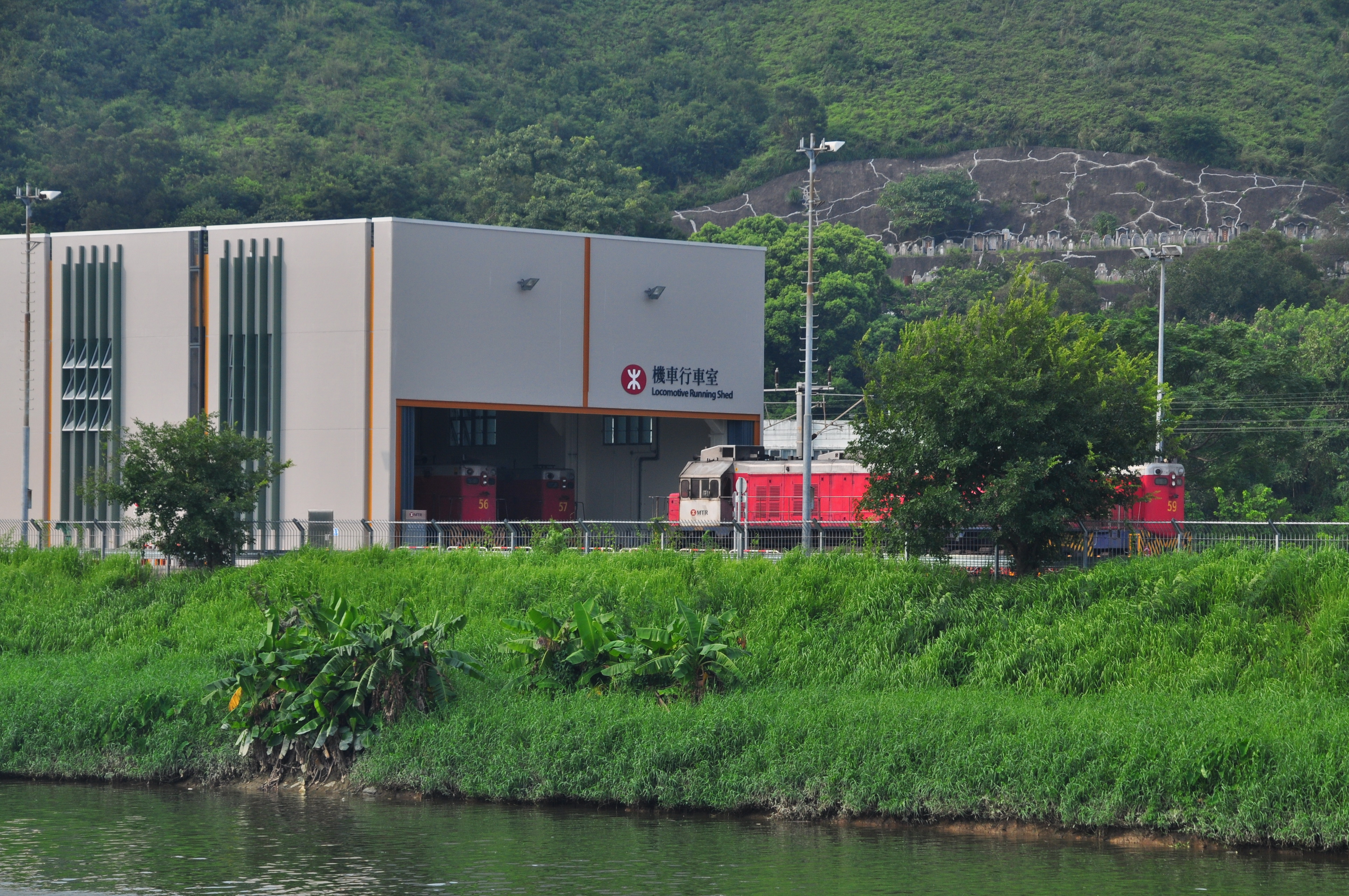
MTR №№ 56, 57, 58, 59